# R122
 (octobre 2023).
Améliorez-le ou discutez des points à vérifier. 
Désignations
R122 (abréviation de RMC 122 également désignée HDE 269810) est une étoile géante bleue de la constellation de la Dorade. C'est l'une des étoiles les plus massives et l'une des plus lumineuses connues. Elle se situe dans le Grand Nuage de Magellan, dans le rémanent de supernova NGC 2029, à environ 34 360 pc (∼112 000 al) de la Terre. C'est une étoile extrêmement massive et lumineuse, dépassant les 100 M☉ et les 1 000 000 L☉, et elle est à la 13e place du classement des étoiles les plus massives.

## Désignation
Le nom de l'étoile, HD 269810, vient de son entrée dans le catalogue Henry Draper. Le numéro de série 269810 indique qu'il a été publié dans l'extension du catalogue, créé et publié en 1925 par Annie Jump Cannon, et est officiellement appelée HDE 269810 dans ce dernier. La désignation RMC 122 lui a été donnée par Michael William Feast (en), A. David Thackeray (en) et Adriaan Wesselink (en), lors d'une étude des supergéantes présentes dans les nuages de Magellan, les résultats de la recherche seront ensuite inscrits dans une publication scientifique publiée le 1er octobre 1960 dans la revue scientifique de la Royal Astronomical Society. Elle est également inscrite dans le Guide Star Catalog sous la désignation de GSC 09162-00101, ce qui signifie qu'elle peut servir d'étoile de calibration pour le télescope spatial Hubble. Elle est également désignée sous la cote de SK -67 211, notamment sur l'Hubble Legacy Archive, et cette désignation provient d'une étude qui avait pour but de déterminer les étoiles membres des nuages de Magellan, à l'aide du télescope Curtis Schmidt de l'observatoire de Cerro Tololo, au Chili.

## Propriétés stellaire

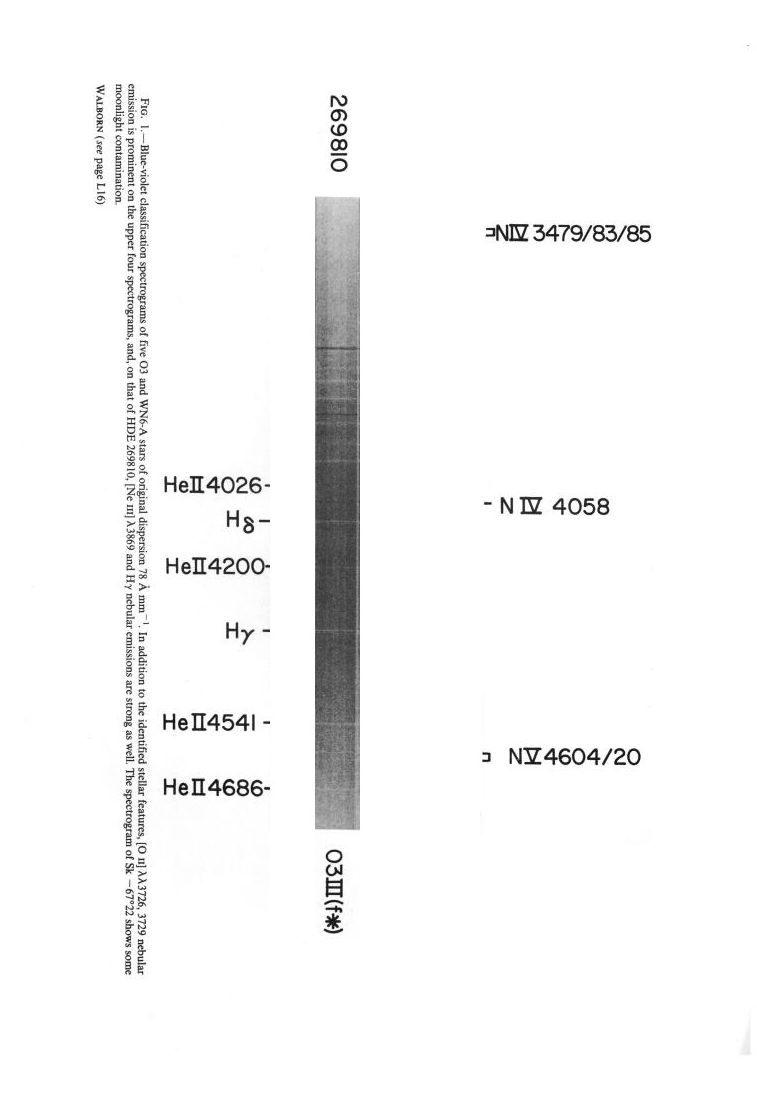
Spectre optique de RMC 122.

RMC 122 est classée comme une étoile de type spectral O2III (f*) voir O3III(f*) et même O5III(f), qui marque, la présence d'azote, carbone, hélium et oxygène dans sa photosphère. De plus, la connotation de III(f*) après sa classification stellaire correspond à un spectre stellaire très large, d'une raie d'émission N VI plus forte que celle de l'azote doublement ionisé (N III) et une faible émission He II. La classe de luminosité III indique aussi une étoile quelque peu évoluée et élargie par rapport à la séquence principale d'âge zéro. Des mesures par le télescope spatial Hubble suggèrent que l'étoile a une température effective de 52 500 K. Le rayon de l'étoile est estimée à 18 R☉, mais en raison de sa température de surface élevée, elle émet une luminosité supérieure à 2 200 000 L☉. La température élevée et la masse très importante de l'étoile génèrent un vent stellaire rapide de 3 750 km/s, perdant plus de 10−5,7 M☉/ans-1 chaque année. La raie d'émission Hα montre un second vent stellaire d'une vitesse de 285 ± 17 km/s. L'étoile présente également une surabondance d'hélium, montrée par une teneur de [He/H] ≤ 0.1. En 1995, la masse de RMC 122 était estimée à 190 M☉ et était considérée comme l'étoile la plus massive connue, mais on pense maintenant que sa masse est d'environ 130 M☉.

## Évolution stellaire

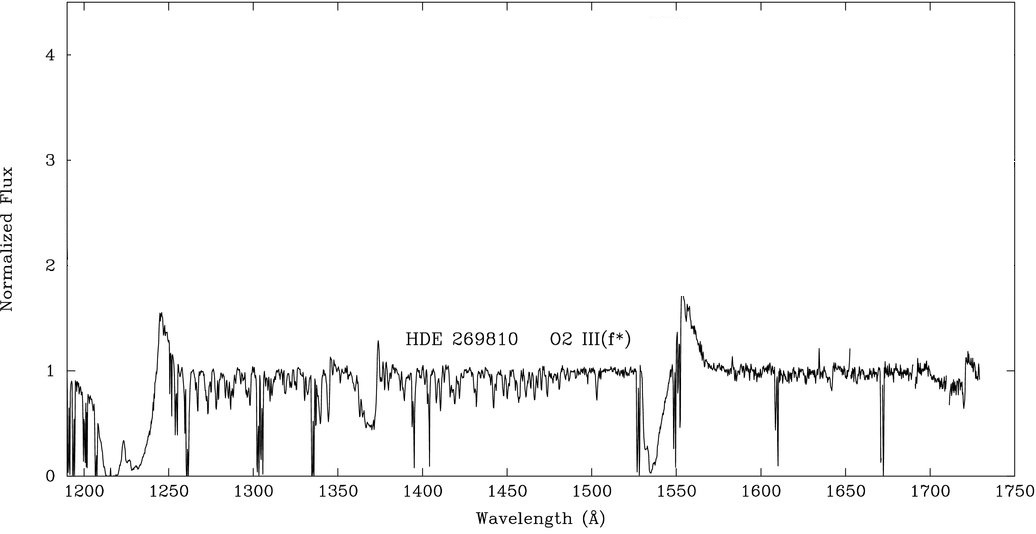
Spectre de RMC 122 fait avec Hubble.

Les étoiles aussi massives que RMC 122, avec une métallicité typique du Grand Nuage de Magellan, conserveront une structure chimique quasi homogène. Cela produit une forte amélioration de l'abondance de surface d'hélium et d'azote même pendant la phase combustion de l'hydrogène, présent au centre de l'étoile. Leurs vitesses de rotation diminueront également de manière significative en raison de la perte de masse stellaire et de l'inflation de l'enveloppe externe, de sorte que les sursauts gamma sont peu probables lorsque ce type d'étoile atteint la phase de l'effondrement du cœur, en phase de supernova. On s'attend à ce qu'elles se développent directement en étoiles Wolf-Rayet, en passant par les types WN, WC et WO avant d'exploser en tant que supernova de type Ic et de laisser derrière elles un trou noir stellaire de masse importante. La durée de vie totale de l'étoile serait d'environ 2 millions d'années tout au plus, montrant un type spectral O pendant la majeure partie de sa vie, avant une période plus courte pendant laquelle son spectre évoluera en WR,.